# Roger Pingeon
Roger Pingeon (ur. 28 sierpnia 1940 w Hauteville, zm. 19 marca 2017) – francuski kolarz szosowy.
W 1967 wygrał Tour de France a w 1969 wyścig Vuelta a España. Znany był ze swojej zmienności nastrojów: na początku 1967 (na siedem miesięcy przed swoją wygraną w Tourze) w wyniku złego nastroju bardzo poważnie zastanawiał się nad zakończeniem swojej kariery.
Od 1979 do 1998 Pingeon komentował Tour de France dla telewizji szwajcarskiej TSR.

## Pingeon naTour de France
- Tour 1965: 12. miejsce
- Tour 1966: 8. miejsce
- Tour 1967: 1. miejsce (1 zwycięstwo etapowe)
- Tour 1968: 5. miejsce (2 etapy)
- Tour 1969: 2. miejsce (1 etap)
- Tour 1972: nie ukończył